# 1967-es cannes-i filmfesztivál
A 20. Cannes-i Nemzetközi Filmfesztivál 1967. április 27. és május 12. között került megrendezésre, Alessandro Blasetti olasz filmrendező elnökletével. A versenyben 24 nagyjátékfilm és 16 rövidfilm vett részt, versenyen kívül pedig 7 alkotást vetítettek. A Kritikusok Hete szekcióban 9 filmet mutattak be.
Ez évben a szervezők szakítottak azzal a korábbi gyakorlattal, hogy a fajsúlyosabb produkciókat nem a versenyprogramban, hanem versenyen kívül vetítik, nehogy kitegyék azokat a kritikusok villámainak, vagy a nézők szeszélyeinek. A versenyprogramon belül és a nyertesek között nagyszerű alkotások voltak láthatók, bár a versenyen kívül is volt két, ma már klasszikusnak mondható film: Menzeltől a Szigorúan ellenőrzött vonatok és Bondarcsuktól a Háború és béke.
Az Amerikai Egyesült Államok és a NATO katonai szervezetét elhagyó Franciaország elhidegülését mutatja, hogy az előbbit csupán egy fiatal filmrendező, Francis Ford Coppola képviseli (Te már nagy kisfiú vagy). Persze a filmek nemzeti hovatartozását jelző zászlók eddig sem mondtak sokat; lásd: Luis Buñuel vagy Orson Welles filmjei. 1967-ben a nagydíjasok között két brit film is található: (Nagyítás, illetve Baleset), azonban az egyik rendezője olasz, a másiké amerikai… Mivel filmjeiket a nemzetek mindig is az országimázs-formálás eszközének tekintették, Jugoszlávia a Találkoztam boldog cigányokkal is nagy sikerű vetítése után buszokat és limuzinokat bérelt, hogy a meghívott vendégeket egy közeli kastélyba szállíttassa, a cannes-i fesztiválok történetének egyik legnagyobb fogadására. A svéd „Europa Film” produkciós cég is kihasználta a propaganda lehetőségeit: az Elvira Madigan vetítésekor a nézőknek a film hangulatát idéző pasztellszínű esernyőket osztogattak.
Az év filmes terméséből nem kerültek beválogatásra olyan jelentős művek, mint Norman Jewison: Forró éjszakában, Stanley Kramer: Találd ki, ki jön ma vacsorára, vagy Mike Nichols: Diploma előtt című alkotása. A seregszemle talán legnagyobb vesztese az aktuális szépség, Catherine Deneuve színésznő: 1967-ben bemutatott három sikeres filmjéből (Buñuel: A nap szépe, Deville: Benjamin, illetve Demy: A rochefort-i kisasszonyok) egy sem került beválogatásra…
Megmutathatta viszont magát Pia Degermark (Elvira Madigan), Stefania Sandrelli és Ugo Tognazzi (Egy erkölcstelen férfi), Geraldine Chaplin (Megöltem Raszputyint), Michel Piccoli és Jean-Louis Trintignant (Szerelmem, szerelmem), Szergej Bondarcsuk és Vjacseszlav Vasziljevics Tyihonov (Háború és béke), továbbá Gian Maria Volonté és Irene Papas (Mindenkinek a magáét), valamint Vanessa Redgrave és David Hemmings (Nagyítás). Ez utóbbi film mellékszereplőjeként híresült el Jane Birkin, aki a brit filmtörténetben először megmutatta fanszőrzetét…
Kisebb botrányok ez évben is voltak: Lelouch, aki zsűritagként volt jelen a fesztiválon, még beválogatása előtt megvásárolta forgalmazásra a Találkoztam boldog cigányokkal is című jugoszláv alkotást, amiért diszkvalifikálták és nem vehetett részt a testület munkájában. Bresson filmje (Mouchette) favoritként érkezett a seregszemlére: mindenki pálmaesélyesnek tartotta. Végül „csak” a Nemzetközi Katolikus Film- és Audovizuális Szervezet díját nyerte el és addigi munkája elismeréseként a zsűri egyhangú döntéssel fejezte ki tiszteletét a rendezőnek. Csakhogy még a zsűrizés eredményének nyilvánosságra hozatala előtt…
Magyar szempontból 1967 volt a legsikeresebb év a fesztivál addigi történetében. A Szegénylegények előző évi jó fogadtatása után Jancsó Miklóst meghívták a nagyjátékfilmek zsűrijébe. A versenyprogramban vetített Tízezer nap című alkotásáért Kósa Ferenc vehette át a legjobb rendezés díját. A rövidfilmek között versenyezhetett Kovásznai György Napló című, „a múló fiatalság tündérjátékát rebbenékeny tárgyilagossággal megidéző filmje”.

## Zsűri

### Versenyprogram
- Alessandro Blasetti, filmrendező – elnök –  Olaszország
- Claude Lelouch, filmrendező –  Franciaország
- Georges Lourau, filmproducer –  Franciaország
- Georges Neveux, író –  Franciaország
- Gian-Luigi Rondi, újságíró –  Olaszország
- Jancsó Miklós, filmrendező –  Magyarország
- Jean-Louis Bory, filmkritikus –  Franciaország
- Ousmane Sembene, filmrendező –  Szenegál
- René Bonnell, filmproducer –  Franciaország
- Shirley MacLaine, színésznő –  Amerikai Egyesült Államok
- Szergej Bondarcsuk, filmrendező –  Szovjetunió
- Vincente Minnelli, filmrendező –  Amerikai Egyesült Államok

### Rövidfilmek
- Mark Turfkhuyer, újságíró – elnök –  Belgium
- André Coutant, technikus –  Franciaország
- Jean Schmidt, filmrendező –  Franciaország
- Tahar Cheriaa, történész –  Tunézia
- Zdravka Koleva, hárfaművész –  Bulgária

## Hivatalos válogatás

### Nagyjátékfilmek versenye
- A ciascuno il suo (Mindenkinek a magáét)[3] – rendező: Elio Petri
- Accident (Baleset) – rendező: Joseph Losey
- Blowup (Nagyítás) – rendező: Michelangelo Antonioni
- Den Røde kappe (A vörös palást) – rendező: Gabriel Axel
- Elvira Madigan (Elvira Madigan) – rendező: Bo Widerberg
- Hotel pro cizince (Szálloda külföldieknek) – rendező: Antonín Mása
- Jeu de massacre (Játék a gyilkossággal) – rendező: Alain Jessua
- Incompreso (A meg nem értett) – rendező: Luigi Comencini
- Katerina Izmailova (Katerina Izmailova) – rendező: Mihail Sapiro
- La Chica del lunes – rendező: Leopoldo Torre Nilsson
- L'Immorale (Egy erkölcstelen férfi) – rendező: Pietro Germi
- L'Inconnu de Shandigor – rendező: Jean Louis Roy
- Mon amour, mon amour (Szerelmem, szerelmem) – rendező: Nadine Trintignant
- Mord und Totschlag – rendező: Völker Schlöndorff
- Mouchette (Mouchette) – rendező: Robert Bresson
- Pedro Páramo – rendező: Carlos Velo
- Rih al awras (Rih al awras) – rendező: Mohammed Lakhdar-Hamina
- Shlosha Yamim Veyeled – rendező: Uri Zohar
- Skupljaci perja (Találkoztam boldog cigányokkal is) – rendező: Aleksandar Petrović
- Terra em Transe (A föld transzban) – rendező: Glauber Rocha
- Tízezer nap – rendező: Kósa Ferenc
- Último encuentro – rendező: Antonio Eceiza
- Ulysses (Ulysses) – rendező: Joseph Strick
- You're a Big Boy Now (Te már nagy kisfiú vagy) – rendező: Francis Ford Coppola

### Nagyjátékfilmek versenyen kívül
- Batouk – rendező: Jean-Jacques Manigot
- J'ai tué Raspoutine (Megöltem Raszputyint)[3]– rendező: Robert Hossein
- Les conquérants de l'inutile: À la mémoire de Lionel Terray – rendező: Marcel Ichac
- Ostre sledované vlaky (Szigorúan ellenőrzött vonatok) – rendező: Jiří Menzel
- Privilege (Kiváltság) – rendező: Peter Watkins
- Restauration du Grand Trianon – rendező: Pierre Zimmer
- Vojna i mir (Háború és béke) – rendező: Szergej Bondarcsuk

### Rövidfilmek versenye
- Crunch-crunch – rendező: Carlos Marchiori
- Dada – rendező: Greta Deses
- Die Widerrechtliche Ausübung der Astronomie – rendező: Peter Schamoni
- Gloire à Félix Tournachon – rendező: Michel Boschet, André Martin
- Herb Alpert and the Tijuana Brass Double Feature – rendező: John Hubley
- Insitne umenie – rendező: Vlado Kubenko
- Jedan plus jedan jeste tri – rendező: Branko Ranistovic, Zdenko Gasparovic
- La Tana – rendező: Luigi Di Gianni
- Larghetto – rendező: Waclaw Kondek
- L'Emploi du temps – rendező: Bernard Lemoine
- Napló – rendező: Kovásznai György
- Opus – rendező: Don Levy
- Remedios Varo – rendező: Jomi Garcia Ascot
- Skies over Holland – rendező: John Ferno Fernhout
- Toys – rendező: Grant Munro
- Versailles – rendező: Albert Lamorisse

## Párhuzamos rendezvény

### Kritikusok hete
- De minder gelukkige terugkeer van Joszef Katus naar het land van Rembrandt – rendező: Wim Verstappen
- Kane – rendező: Aosima Jukio
- L’horizon – rendező: Jacques Rouffio
- Le règne du jour – rendező: Pierre Perrault
- Ljubavni slucaj ili tragedija sluzbenice P.T.T. (Szerelmi ügy, avagy egy postáskisasszony tragédiája)[3] – rendező: Dusan Makavejev
- Rondo – rendező: Zvonimir Berković
- Trio – rendező: Gianfranco Mingozzi
- Ukamau (Ukamau) – rendező: Jorge Sanjinés
- Warrendale – rendező: Alan King

## Díjak

### Nagyjátékfilmek
- A Fesztivál Nemzetközi Nagydíja: Blowup (Nagyítás)[3] – rendező: Michelangelo Antonioni
- A zsűri külön nagydíja:
  - Accident (Baleset) – Joseph Losey
  - Skupljaci perja (Találkoztam boldog cigányokkal is) – rendező: Aleksandar Petrović
- Legjobb rendezés díja: Kósa Ferenc – Tízezer nap
- Legjobb női alakítás díja: Pia Degermark – Elvira Madigan (Elvira Madigan)
- Legjobb férfi alakítás díja: Odded Kotler – Shlosha Yamim Veyeled
- Legjobb forgatókönyv díja:
  - Jeu de massacre (Játék a gyilkossággal) – forgatókönyvíró: Alain Jessua
  - A ciascuno il suo (Mindenkinek a magáét) – forgatókönyvíró: Elio Petri és Ugo Pirro
- Legjobb első film díja: Rih al awras (Rih al awras) – rendező: Mohammed Lakhdar-Hamina
- FIPRESCI-díj:
  - Skupljaci perja (Találkoztam boldog cigányokkal is) – rendező: Aleksandar Petrović
  - Terra em Transe (A föld transzban) – rendező: Glauber Rocha
- A Kép- és Hangtechnikai Főbizottság (CST) külön dicsérete:[4] Den Røde kappe  (A vörös palást) – rendező: Gabriel Axel
- OCIC-díj: Mouchette (Mouchette) – rendező: Robert Bresson

### Rövidfilmek
- Nagydíj (rövidfilm): Skies over Holland – rendező: John Ferno Fernhout
- A zsűri különdíja (rövidfilm): Jedan plus jedan jeste tri – rendező: Branko Ranistovic, Zdenko Gasparovic
- Technikai nagydíj: Skies over Holland – rendező: John Ferno Fernhout
- A Kép- és Hangtechnikai Főbizottság (CST) külön dicsérete (rövidfilm):[4] Versailles – rendező: Albert Lamorisse